# Lijst van voetbalinterlands Maleisië - Zuid-Vietnam
Deze lijst van voetbalinterlands is een overzicht van alle officiële voetbalwedstrijden tussen de nationale teams van Maleisië en Zuid-Vietnam. De landen hebben 34 keer tegen elkaar gespeeld. De eerste ontmoeting, een kwalificatiewedstrijd voor de Azië Cup 1956, werd gespeeld in Saigon op 3 mei 1956. Het laatste duel, een kwalificatiewedstrijd voor de Azië Cup 1976, vond plaats op 23 maart 1975 in Bangkok (Thailand).

## Wedstrijden
| №  | Plaats       | Datum            | Competitie                 | Wedstrijd               | Uitslag |
| -- | ------------ | ---------------- | -------------------------- | ----------------------- | ------- |
| 1  | Saigon       | 3 mei 1956       | Azië Cup 1956 kwalificatie | Zuid-Vietnam − Malakka  | 4 − 0   |
| 2  | Shah Alam    | 24 mei 1956      | Azië Cup 1956 kwalificatie | Malakka − Zuid-Vietnam  | 3 − 3   |
| 3  | Shah Alam    | 7 september 1957 | Vriendschappelijk          | Malakka − Zuid-Vietnam  | 1 − 4   |
| 4  | Tokio        | 27 mei 1958      | Aziatische Spelen 1958     | Zuid-Vietnam − Malakka  | 6 − 1   |
| 5  | Kuala Lumpur | 4 september 1958 | Vriendschappelijk          | Malakka − Zuid-Vietnam  | 2 − 0   |
| 6  | Singapore    | 13 mei 1959      | Azië Cup 1960 kwalificatie | Zuid-Vietnam − Malakka  | 1 − 0   |
| 7  | Kuala Lumpur | 2 september 1959 | Vriendschappelijk          | Malakka − Zuid-Vietnam  | 4 − 3   |
| 8  | Bangkok      | 15 december 1959 | Vriendschappelijk          | Malakka − Zuid-Vietnam  | 2 − 1   |
| 9  | Kuala Lumpur | 5 augustus 1961  | Vriendschappelijk          | Malakka − Zuid-Vietnam  | 3 − 1   |
| 10 | Jakarta      | 29 augustus 1962 | Aziatische Spelen 1962     | Malakka − Zuid-Vietnam  | 0 − 3   |
| 11 | Jakarta      | 3 september 1962 | Aziatische Spelen 1962     | Malakka − Zuid-Vietnam  | 4 − 1   |
| 12 | Kuala Lumpur | 11 augustus 1963 | Vriendschappelijk          | Malakka − Zuid-Vietnam  | 0 − 5   |
| 13 | Saigon       | 7 december 1963  | Azië Cup 1964 kwalificatie | Zuid-Vietnam − Maleisië | 5 − 3   |
| 14 | Kuala Lumpur | 30 augustus 1964 | Vriendschappelijk          | Maleisië − Zuid-Vietnam | 1 − 2   |
| 15 | Kuala Lumpur | 19 augustus 1965 | Vriendschappelijk          | Maleisië − Zuid-Vietnam | 3 − 3   |
| 16 | Saigon       | 6 november 1965  | Vriendschappelijk          | Zuid-Vietnam − Maleisië | 2 − 2   |
| 17 | Shah Alam    | 20 december 1965 | Vriendschappelijk          | Maleisië − Zuid-Vietnam | 0 − 2   |
| 18 | Kuala Lumpur | 13 augustus 1966 | Vriendschappelijk          | Maleisië − Zuid-Vietnam | 5 − 2   |
| 19 | Saigon       | 1 november 1966  | Vriendschappelijk          | Zuid-Vietnam − Maleisië | 3 − 2   |
| 20 | Hongkong     | 29 maart 1967    | Azië Cup 1968 kwalificatie | Zuid-Vietnam − Maleisië | 0 − 2   |
| 21 | Kuala Lumpur | 15 augustus 1967 | Vriendschappelijk          | Maleisië − Zuid-Vietnam | 1 − 1   |
| 22 | Kuala Lumpur | 25 augustus 1967 | Vriendschappelijk          | Maleisië − Zuid-Vietnam | 1 − 2   |
| 23 | Saigon       | 14 november 1967 | Vriendschappelijk          | Zuid-Vietnam − Maleisië | 4 − 1   |
| 24 | Kuala Lumpur | 14 augustus 1968 | Vriendschappelijk          | Maleisië − Zuid-Vietnam | 4 − 0   |
| 25 | Rangoon      | 7 december 1969  | Vriendschappelijk          | Maleisië − Zuid-Vietnam | 2 − 1   |
| 26 | Kuala Lumpur | 30 juli 1970     | Vriendschappelijk          | Maleisië − Zuid-Vietnam | 0 − 0   |
| 27 | Saigon       | 29 oktober 1970  | Vriendschappelijk          | Zuid-Vietnam − Maleisië | 2 − 1   |
| 28 | Bangkok      | 15 november 1970 | Vriendschappelijk          | Maleisië − Zuid-Vietnam | 2 − 1   |
| 29 | Kuala Lumpur | 6 augustus 1971  | Vriendschappelijk          | Maleisië − Zuid-Vietnam | 2 − 0   |
| 30 | Saigon       | 1 november 1971  | Vriendschappelijk          | Zuid-Vietnam − Maleisië | 1 − 1   |
| 31 | Shah Alam    | 17 december 1971 | Vriendschappelijk          | Maleisië − Zuid-Vietnam | 3 − 2   |
| 32 | Saigon       | 28 oktober 1972  | Vriendschappelijk          | Zuid-Vietnam − Maleisië | 0 − 0   |
| 33 | Saigon       | 5 november 1974  | Vriendschappelijk          | Zuid-Vietnam − Maleisië | 1 − 0   |
| 34 | Bangkok      | 23 maart 1975    | Azië Cup 1976 kwalificatie | Maleisië − Zuid-Vietnam | 3 − 0   |

## Samenvatting
| Competitie            | Totaal gespeeld | Winst Maleisië | Gelijk | Winst Zuid-Vietnam | Doelsaldo Maleisië – Zuid-Vietnam |
| --------------------- | --------------- | -------------- | ------ | ------------------ | --------------------------------- |
| Azië Cup-kwalificatie | 6               | 2              | 1      | 3                  | 11 − 13                           |
| Aziatische Spelen     | 3               | 1              | 0      | 2                  | 5 − 10                            |
| Vriendschappelijk     | 25              | 10             | 6      | 9                  | 43 − 43                           |
| Totaal                | 34              | 13             | 7      | 14                 | 59 − 66                           |

FAM · 
A-internationals · 
Maleisisch vrouwenelftal
Afghanistan ·
Algerije ·
Australië ·
Bahrein ·
Bangladesh ·
Bhutan ·
Bosnië en Herzegovina ·
Brazilië ·
Brunei ·
Cambodja ·
Canada ·
China ·
Engeland ·
Fiji ·
Filipijnen ·
Finland ·
Ghana ·
Hongkong ·
India ·
Indonesië ·
Irak ·
Iran ·
Israël ·
Jamaica ·
Japan ·
Jemen ·
Jordanië ·
Kenia ·
Kirgizië ·
Koeweit ·
Laos ·
Lesotho ·
Libanon ·
Liberia ·
Libië ·
Liechtenstein ·
Macau ·
Malediven ·
Marokko ·
Mongolië ·
Myanmar ·
Nepal ·
Nieuw-Zeeland ·
Noord-Korea ·
Oezbekistan ·
Oman ·
Oost-Timor ·
Pakistan ·
Palestina ·
Papoea-Nieuw-Guinea ·
Qatar ·
Saoedi-Arabië ·
Salomonseilanden ·
Senegal ·
Singapore ·
Sri Lanka ·
Syrië ·
Tadzjikistan ·
Taiwan ·
Thailand ·
Turkije ·
Turkmenistan ·
Uruguay ·
Verenigde Arabische Emiraten ·
Vietnam ·
Zuid-Korea ·
Zuid-Vietnam ·
Zweden
VFA
1949 – 1959 · 
1960 – 1969 · 
1970 – 1975
Azië Cup 1956 · 
Azië Cup 1960
Australië ·
Bangladesh ·
Cambodja ·
Filipijnen ·
Hongkong ·
India ·
Indonesië ·
Israël ·
Japan ·
Koeweit ·
Laos ·
Maleisië ·
Myanmar ·
Nieuw-Zeeland ·
Pakistan ·
Singapore ·
Taiwan ·
Thailand ·
Zuid-Korea